# John Thomas Scopes
John Thomas Scopes (3 août 1900 – 21 octobre 1970) est un professeur américain de Dayton, dans le Tennessee, connu pour avoir été un des protagonistes du procès du singe, qui a eu lieu en 1925.
Le 25 mai 1925, il est accusé d'avoir enfreint la législature de l'État, et plus particulièrement le Butler Act, qui interdit alors l'enseignement de la théorie de l'évolution de Darwin dans les écoles du Tennessee. Le procès qui lui est intenté est l'objet d'une polémique entre créationnistes et évolutionnistes, les premiers soutenant que la création de l'Homme est d'origine divine, les seconds affirmant que l'Homme et les primates ont un ancêtre commun. Ce procès a révélé l'influence importante des théories créationnistes aux États-Unis.

## Biographie

### Jeunesse et formation
Cinquième enfant et unique garçon de Thomas Scopes et Mary Alva Brown, John T. Scopes naît en 1900 à Paducah (Kentucky). La famille déménage ensuite à Danville dans l'Illinois lorsqu'il est adolescent. En 1917, il emménage à Salem, où il est membre de la promotion 1919 de la Salem High School. Il étudie à l'université de l'Illinois durant une courte période avant d'abandonner pour raisons médicales. Il obtient son bachelor auprès de l'université du Kentucky en 1924, avec une majeure en droit et une mineure en géologie. Scopes emménage ensuite à Dayton où il occupe le poste de coach sportif au Rhea County High school. Il remplace occasionnellement d'autres enseignants lorsqu'ils sont en congés.

### Carrière
Après son implication dans le procès du singe, Scopes accepte une bourse pour étudier la géologie à l'université de Chicago. Il travaille ensuite dans le domaine au Venezuela pour Gulf Oil. Il y rencontre sa femme, Mildred, se marie et se fait baptiser. En 1930, il retourne à l'université de Chicago pour étudier une troisième année. Après deux années de chômage, il prend le poste de géologue auprès de la United Gas Corporation, pour qui il étudie les réserves pétrolières. Il travaille à Houston (Texas), puis à Shreveport (Louisiane), jusqu'à sa retraite.

### Retraite et décès
Il prend sa retraite en 1963. En juin 1967, il écrit Center of the Storm: Memoirs of John T. Scopes.
Il meurt d'un cancer le 21 octobre 1970 à Shreveport (Louisiane).

## Procès du singe
L'implication de Scopes dans ce procès a lieu après que l'union américaine pour les libertés civiles (ACLU) annonce qu'elle financerait tout procès destiné à s'opposer au Butler Act dans l'État du Tennessee, si elle trouvait un enseignant volontaire pour la représenter.
Un groupe d'hommes d'affaires de Dayton, mené par l'ingénieur et géologue George Rappleyea, y voit l'opportunité de faire de la publicité sur leur ville. À cette époque, le Butler Act interdit l'enseignement de l'évolution dans l'État du Tennessee, mais l'État oblige les enseignants à utiliser un manuel précis, le Civic Biology de George William Hunter (en), datant de 1914 et qui comporte un chapitre dessus. Rappleyea avance que les enseignants sont obligés de transgresser la loi. Le groupe approche Scopes, qui est tout d'abord réticent, avant de déclarer « If you can prove that I've taught evolution and that I can qualify as a defendant, then I'll be willing to stand trial. »
Au moment où le procès débute, le parti de la défense se compose de Clarence Darrow, avocat réputé, Dudley Field Malone, John Neal, Arthur Garfield Hays et Frank McElwee. Le parti de l'accusation est menée par Tom Stewart, et se compose des frères Herbert et Sue K. Hicks, de Wallace Haggard, de Ben et J. Gordon McKenzie, de William Jennings Bryan et de William Jennings Bryan Jr. et Bryan, Senior.
Le procès s'achève le 21 juillet 1925, quand Scopes est déclaré coupable et condamné à une amende de cent dollars. L'appel auprès de la Cour suprême du Tennessee a pour effet d'annuler l'amende, car la sentence avait été décidée par le juge et non par le jury. Le Butler Act demeure effectif jusqu'à son annulation le 18 mai 1967.
Après le procès, Scopes avoue cependant au journaliste William Kinsey Hutchinson (en) qu'il n'a pas violé la loi, expliquant qu'il n'avait pas abordé la leçon sur l'évolution, et que ses avocats avaient influencé des étudiants pour témoigner à la barre. Cependant, cette version n'est pas rendue publique avant que le délibéré de l'appel soit rendu. En 1955, le procès est mis en scène dans une pièce Procès de singe, avec Paul Muni dans le rôle de Clarence Darrow et Ed Begley en tant que William Jennings Bryan. En 1960, un film homonyme est réalisé avec Spencer Tracy et Fredric March en tant qu'acteurs.